# Wenceslau Bueno de Gouvêa
Wenceslau Bueno de Gouvêa (São Luiz do Paraitinga, 7 de agosto de 1844 – Florianópolis, 2 de janeiro de 1919), mais conhecido por Wenceslau Bueno, foi um educador, filólogo, gramático, jornalista, tradutor e poeta de Santa Catarina, paulista de nascimento. Fundador e primeiro presidente da Associação do Professorado Catharinense, foi idealizador e um dos primeiros diretores da Escola Normal Catarinense, que deu origem ao Instituto Estadual de Educação.